# Guggenhausen
Guggenhausen település Németországban, azon belül Baden-Württembergben. Lakosainak száma 192 fő (2023. december 31.).

## Népesség
A település népessége az elmúlt években az alábbi módon változott:
| Lakosok száma | 197  | 181  | 181  | 189  | 188  | 191  | 192  |
|               | 1975 | 2010 | 2017 | 2019 | 2021 | 2022 | 2023 |